# خوزه سانچو
خوزه سانچو (اسپانیایی: José Sancho‎؛ ‏ ۱۱ نوامبر ۱۹۴۴ – ۳ مارس ۲۰۱۳) بازیگر اهل اسپانیا بود. 
از فیلم‌ها یا برنامه‌های تلویزیونی که وی در آن نقش داشته است، می‌توان به آی کارملا!، با او حرف بزن، ال‌دورادو، عنکبوتیان، و در سال سوم، او دوباره برخاست، خشم آپاچی، جسم زنده، پیامد و آزادی‌خواه اشاره کرد.